# Serafino

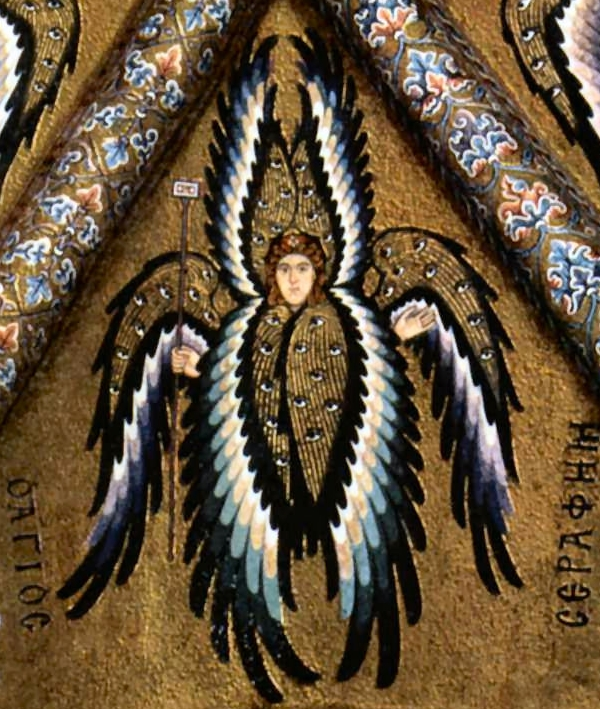
Un Serafino con sei ali, dal mosaico della volta della cattedrale di Cefalù (XIII secolo)

Un Serafino (dall'ebraico שרף śārāf, al plurale שְׂרָפִים śərāfîm) è una delle nature angeliche, o spiriti celesti. Normalmente in gruppo, nel cristianesimo si situano nella prima gerarchia, essendo gli angeli più vicini a Dio, risiedenti nel cielo supremo, quello empireo o cristallino.
Il nome, che ha origine nel giudaismo antico, significa propriamente «serpente ardente», o «drago di fuoco». Sono figure presenti anche nell'islam.

## Serafini nel libro di Isaia
Nel Libro di Isaia 6,1-3 si fa cenno alla visione del profeta Isaia di un Serafino:
Nella visione del profeta i Serafini proclamano di continuo: «Santo, Santo è il Signore degli eserciti. Tutta la terra è piena della sua gloria».
Questa è la sola occasione nella quale occorre il termine seraphim come sostantivo nella Bibbia ebraica. A capo dei Serafini è posto Metatron, denominato Angelo della Presenza nel Talmud e nella Cabala.

## Tradizione cristiana

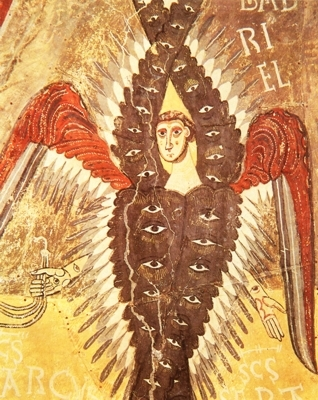
Un Serafino costellato di occhi in una rappresentazione medievale.

Lo Pseudo-Dionigi l'Areopagita nel De coelesti hierarchia li descrive come «coloro che accendono e mantengono il fuoco divino»:
(Dionigi, Coelesti Hierarchia, VII)

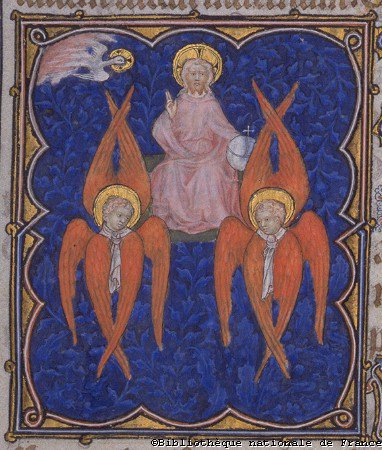
Dio accompagnato da due Serafini (dal manoscritto Petites Heures de Jean de Berry, XIV sec.)

Tommaso d'Aquino nella sua Summa Theologiae cita i Serafini parecchie volte, sostenendo che possiedono l'eccellenza dell'ardore nella carità, offrendo una descrizione della loro natura:
- In primo luogo, il suo movimento che tende verso l'alto e che è continuo. E ciò sta a indicare che è nella natura dei Serafini di muoversi costantemente e invariabilmente verso Dio.
- In secondo luogo, la sua virtù attiva che è il calore. E questo si trova nel fuoco non in un modo qualsiasi, ma in un grado acuto, giacché esso è sommamente penetrativo nel suo agire, giungendo sino alle intime fibre; ed è inoltre accompagnato da un incontenibile fervore. E ciò serve a indicare l‘azione potente esercitata da questi angeli sui loro sottoposti, per eccitarli a un fervore consimile e per purificarli con il loro incendio.
- In terzo luogo, nel fuoco va considerato lo splendore. E ciò sta a indicare che questi angeli possiedono in se stessi una luce inestinguibile, e che loro sono in grado di illuminare perfettamente gli altri.»

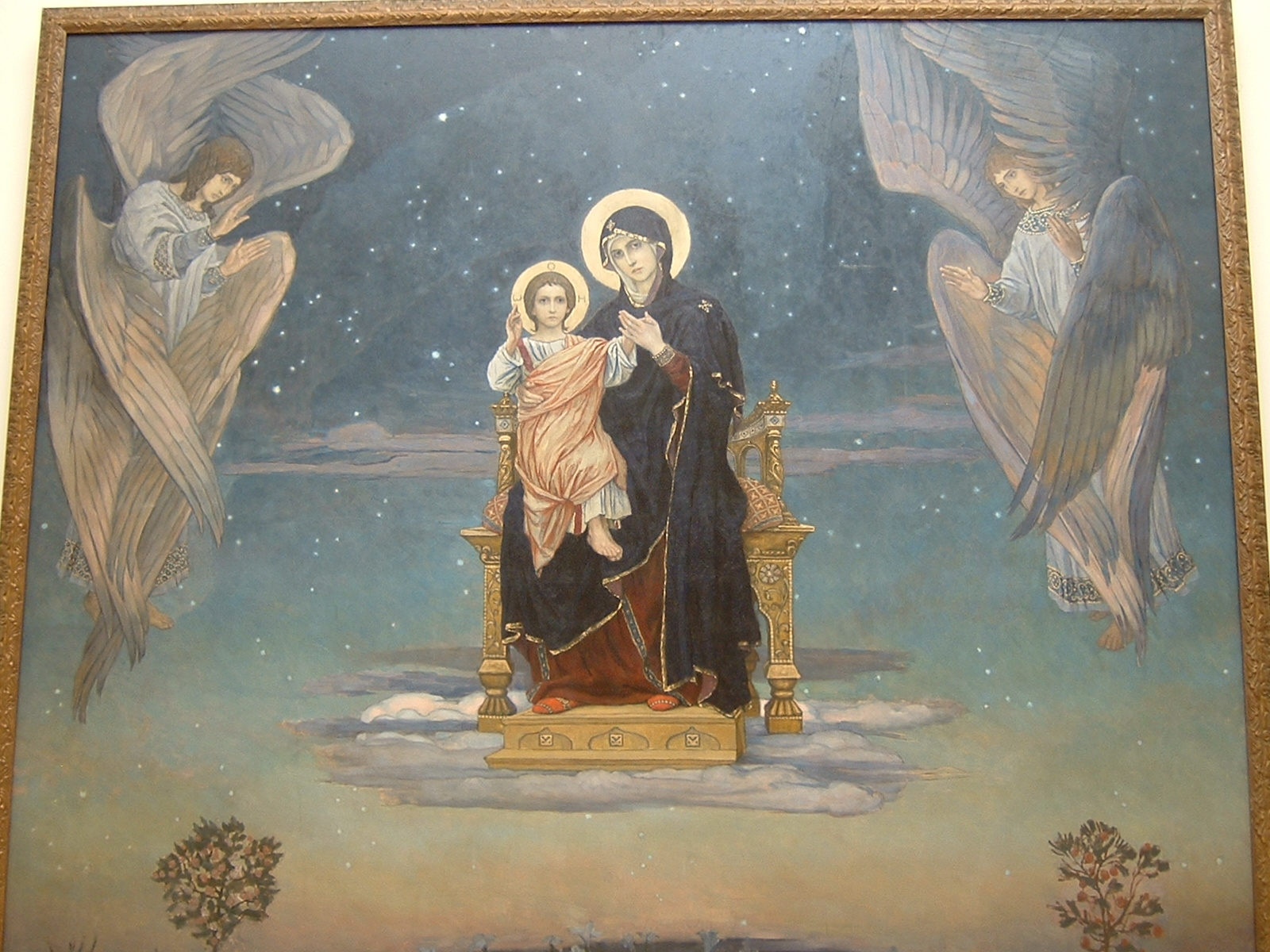
Serafini accanto a Maria in trono (da un dipinto di Viktor Vasnetsov, 1901)

San Bonaventura, il teologo francescano contemporaneo di San Tommaso, utilizza le sei ali dei Serafini come un'importante struttura analogica della sua opera mistica Itinerarium mentis in Deum (Itinerario della mente verso Dio).
Secondo la tradizione, San Francesco d'Assisi ricevette le stimmate da un Serafino che gli apparve mentre si trovava alla Verna. Per questo motivo l'epiteto del Santo è Pater Seraphicus, e gli Ordini francescani e delle Clarisse vengono chiamati Ordini serafici.
Nella Divina Commedia i Serafini sono le intelligenze motrici del nono e ultimo cielo del Paradiso, chiamato da Dante cristallino, o primo mobile, in quanto è appunto il primo a muoversi, ricevendo tale movimento da Dio e trasmettendolo ai cieli concentrici sottostanti. Sopra al Primo Mobile c'è solo l'Empireo, che è immobile in quanto perfetto, e sede della Trinità.

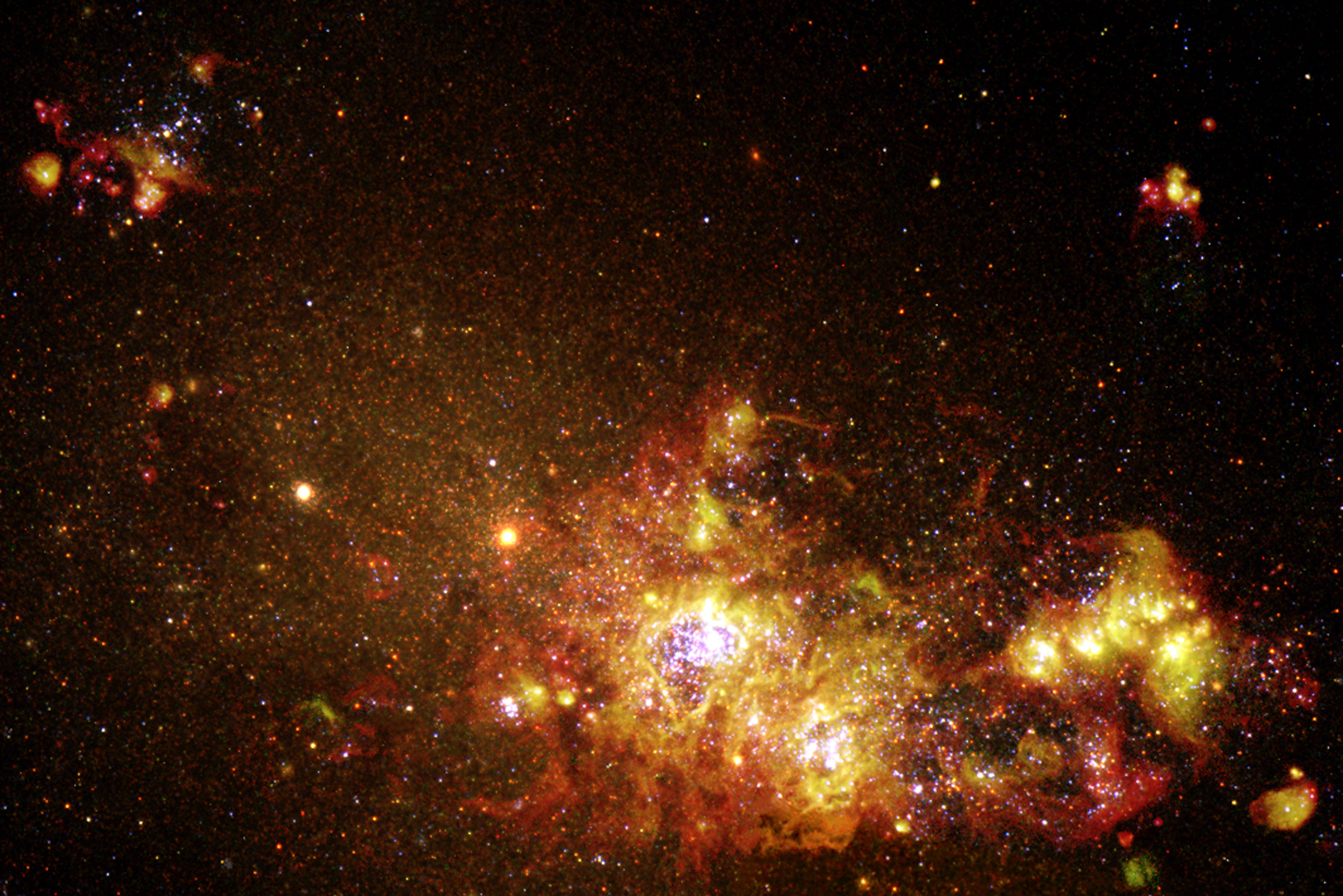
Un complesso galattico in formazione.

I Serafini assolvono un ruolo di elevazione spirituale nel Discorso sulla dignità dell'uomo di Pico della Mirandola (1487), l'epitome dell'umanesimo rinascimentale. Pico ha preso gli ardenti Serafini — «essi bruciano con il fuoco della carità» — come il modello più alto dell'umana aspirazione, «insofferente di ogni secondo posto, che cerca sempre di emulare la dignità e la gloria e che non sopporta di essere inferiore a nient'altro». 
(Pico della Mirandola, Oratio de hominis dignitate, 1486)
Nell'antroposofia di Rudolf Steiner i Serafini sono chiamati Spiriti dell'Amore: essi ricevono da Dio in forma diretta e immediata le idee o le direttive con cui far evolvere un complesso cosmico.

## Araldica
Serafino è un termine utilizzato in araldica per indicare una testa di puttino in maestà, cioè in posizione frontale, contornata da sei ali.
Nell'araldica francese sono presenti, abitualmente, solo quattro ali.

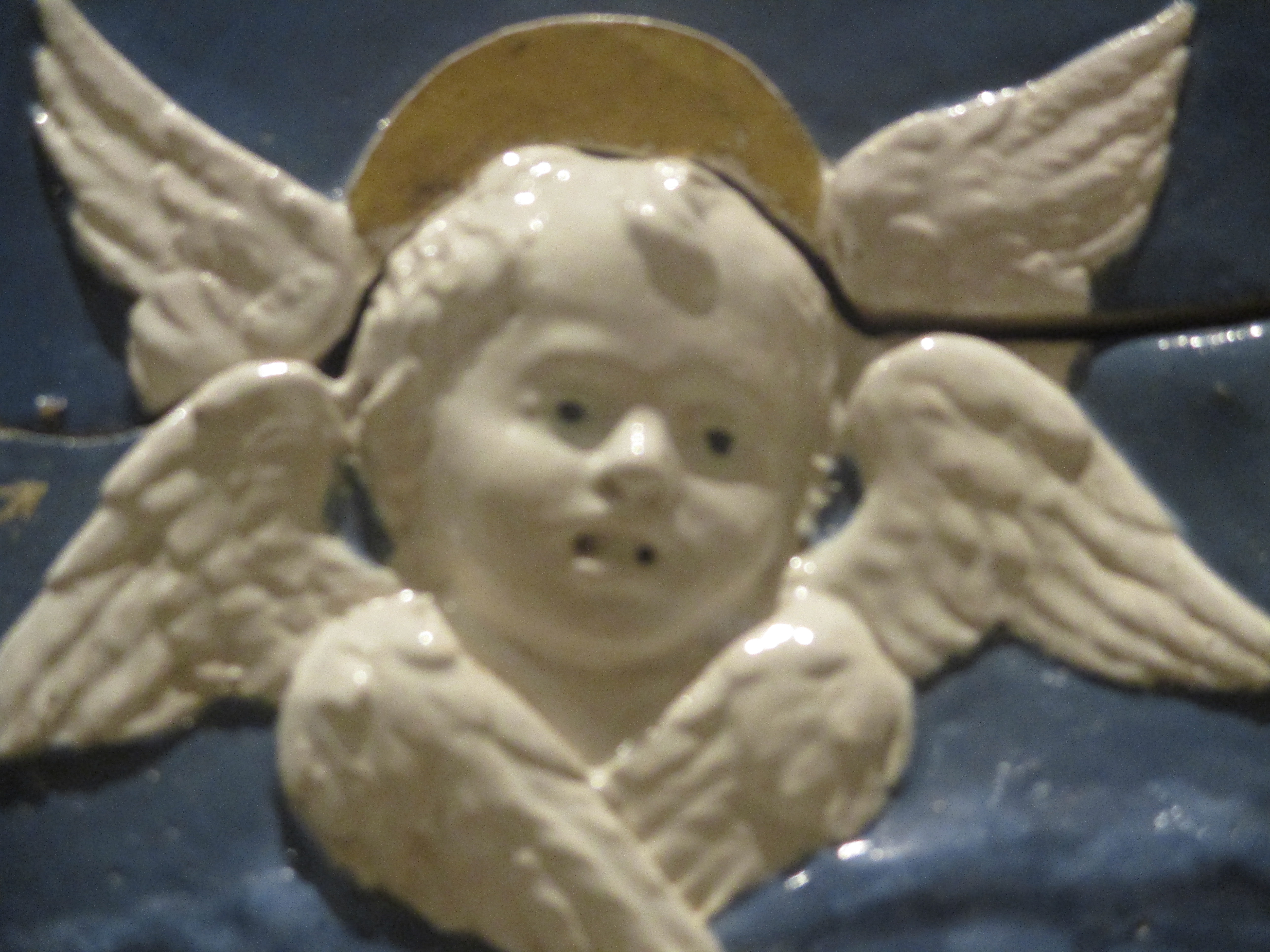
Una testa di puttino con sei ali (da un rilievo della bottega dei Della Robbia)
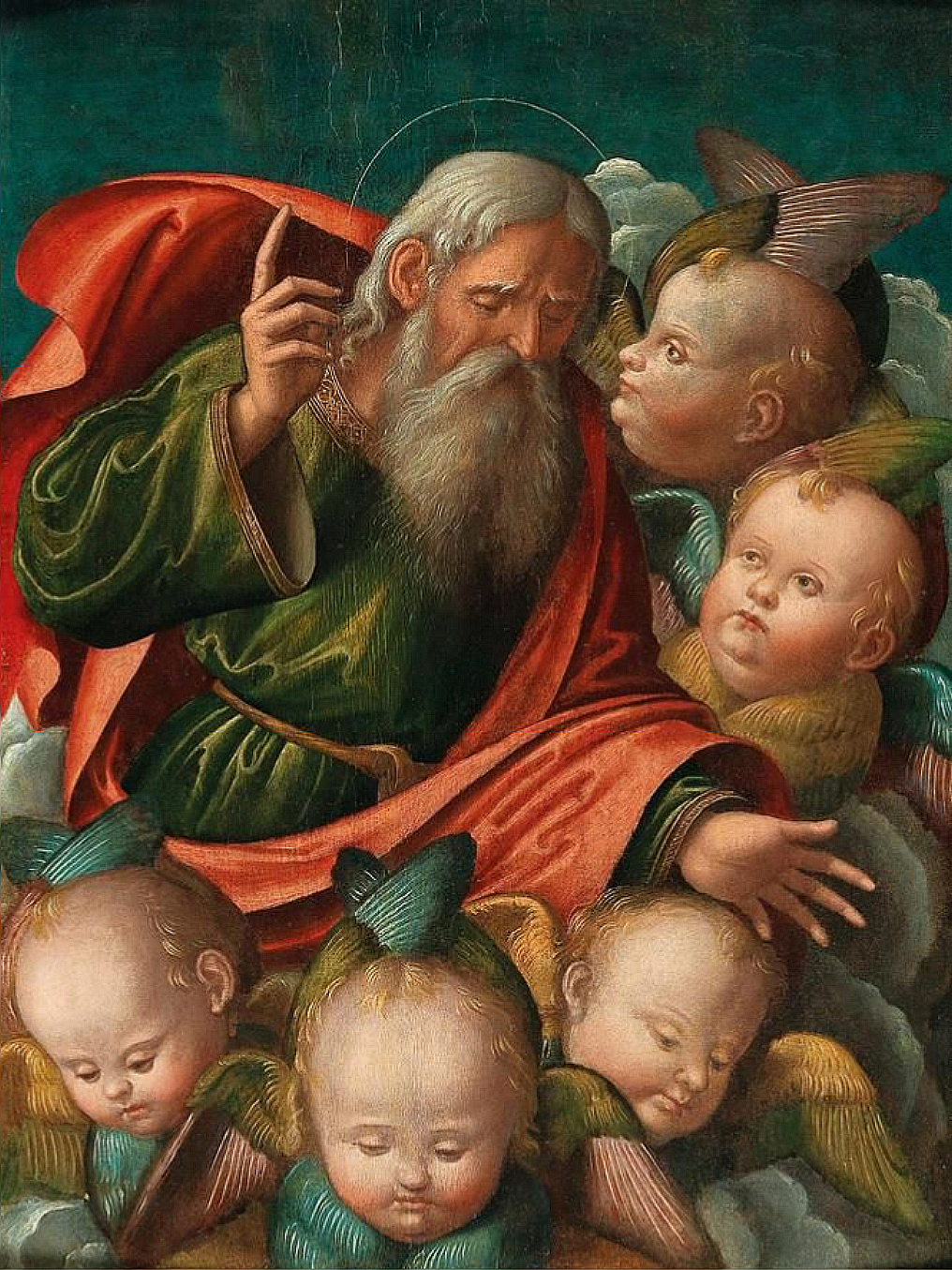
Dio Padre, circondato da serafini (Baldassarre Carrari, olio su tavola, tra tardo XV sec. e inizio XVI sec.)
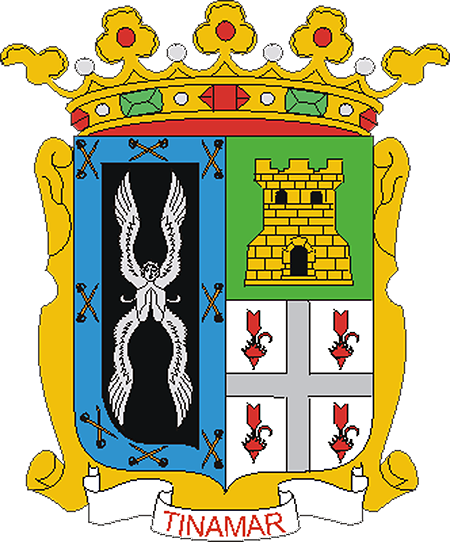
Partito semitroncato: nel 1º di nero, al serafino d'argento (Vega de San Mateo, Spagna)

## Nella cultura di massa
- L'arca dell'Alleanza (in ebraico ארון הברית‎?, ʾĀrôn habbərît, AFI: [aˌʀon habˈʀit]), secondo la Bibbia, era una cassa di legno d'acacia con un coperchio d'oro, utilizzata per custodire le Tavole della Legge date da Dio a Mosè sul monte Sinai. Essa costituiva il segno visibile della presenza divina in mezzo al popolo di Israele. Sul coperchio di essa si dice che erano presenti 2 statue di cherubini o serafini.[senza fonte]

### Arte, intrattenimento e media
- Indiana Jones e l'ultima crociata a (Indiana Jones and the Last Crusade) è un film del 1989 diretto da Steven Spielberg, terzo episodio della Saga di Indiana Jones. Sopra il coperchio dell'Arca dell'Alleanza ve ne sono presenti due. La stessa Arca che in questo film si vede come un disegno sul muro, nel film I predatori dell'arca perduta (Raiders of the Lost Ark) si vede in tutta la sua interezza con i due angeli sul coperchio.
- Seraph of the End (終わりのセラフ?, Owari no Serafu, lett. "Il serafino della fine") è un manga dark fantasy scritto da Takaya Kagami e disegnato da Yamato Yamamoto, serializzato sulla rivista Jump Square di Shūeisha dal 3 settembre 2012. Due serie di light novel spin-off hanno avuto inizio rispettivamente il 4 gennaio 2013 e il 4 dicembre 2015. Un adattamento anime, realizzato da Wit Studio, è stato trasmesso in Giappone tra il 4 aprile e il 26 dicembre 2015. In Italia il manga è edito da Panini Comics, mentre i diritti dell'anime sono stati acquistati da Dynit.
- Nel videogioco Doom Eternal, il Serafino è uno dei boss affrontabili nel DLC The Ancient Gods - Part One.
- In Hazbin Hotel, i personaggi Emily e Sera sono due Serafine, e sono a quanto sembra le più alte cariche del Paradiso. Anche Lucifero si mostra diverse volte in forma angelica con sei ali da serafino e nella canzone "Hell's Greatest Dad" conferma di essere un angelo serafino caduto.
- Nel videogioco The Binding of Isaac, il protagonista Isaac può trasformarsi in un serafino dopo aver raccolto tre oggetti angelici. Questa trasformazione gli permetterà di volare grazie a delle ali da angelo che saranno però solo due rispetto alle più classiche sei ali dei serafini.
- Nel videogioco a base voxel Vintage Story, il protagonista appartiene a una specie chiamata seraphs.
- In One Piece, i modelli d'élite degli antagonisti cyborg Pacifista vengono chiamati, e sono vagamente basati, sui serafini.
- LE SSERAFIM sono un girl group K-pop di cinque membri della HYBE e della Source Music che ha debuttato nel 2022 e il cui nome è in parte ispirato ai serafini.
- In Final Fantasy VII, uno dei principali boss si chiama “Safer Sephiroth”, nome che secondo alcuni sarebbe la mala traduzione di “Seraph Sephiroth”.
- Kiaran (キーラ?, Kiila, dal nome originale giapponese e dalla parola chiaro), personaggio della campagna singolo giocatore di Super Smash Bros. Ultimate “La stella della speranza”, assomiglia a un serafino. È un essere etereo di luce con sei ali. Kiaran tenta inoltre di distruggere tutto ciò di esistente e di trasformare tutti (tranne i combattenti) in spiriti.
- In Mega Man Zero, Copy X, nella sua seconda forma, si trasforma assumendo le sembianze di un serafino.
- Nella serie di videogiochi Armored Core, il cattivo Nine-Ball è presente come antagonista ricorrente. La sua seconda e più potente forma, che compare per la prima volta in Armored Core: Master of Arena, è noto come Nine-Ball Seraph.
- Nella serie Street Fighter, il personaggio Gill utilizza una mossa chiamata "Seraphic Wing", in cui rivela sei ali e sprigiona un'energia divina che provoca diversi colpi. In Street Fighter III, è la mossa più forte del gioco e può mandare KO un avversario con un solo colpo se non si blocca. In Street Fighter V è la sua critical art e, sebbene non sia in grado di sconfiggere istantaneamente l'avversario come prima, infligge molti danni.